# Krzywa Keelinga

Krzywa Keelinga: Stężenie dwutlenku węgla (CO_{2}) w atmosferze jako funkcja czasu. Pomiar jest dokonywany w Obserwatorium Mauna Loa od 1958.

Krzywa Keelinga – wykres pokazujący zmiany stężenia dwutlenku węgla w atmosferze Ziemi od 1958 roku, kiedy to Charles David Keeling z Instytutu Oceanografii imienia Scrippsów jako pierwszy zaobserwował zmiany stężenia atmosferycznego dwutlenku węgla (CO2) w obserwatorium na szczycie wulkanu Mauna Loa na Hawajach.
W 1955 Keeling, naukowiec zajmujący się geochemią w California Institute of Technology, zaobserwował, że ilość dwutlenku węgla w atmosferze praktycznie nie zależy od miejsca pomiaru, co było w sprzeczności z publikacjami na ten temat w owym czasie. Wywnioskował z tych obserwacji, że dwutlenek węgla jest gazem dobrze wymieszanym w atmosferze. Na początku Międzynarodowego Roku Geofizycznego w 1957 Roger Revelle, dyrektor Instytutu Oceanografii im. Scripps w La Jolla w Kalifornii, postanowił sprawdzić, czy ilość dwutlenku węgla w atmosferze się zwiększa. Podczas gdy Revelle uważał, że pomiary trzeba przeprowadzić jednocześnie w wielu miejscach na świecie i powtórzyć je po kilkunastu latach, zadanie to zaproponowano Keelingowi, który postanowił zastosować do pomiaru metody fizyczne umożliwiające ciągłe pomiary stężenia dwutlenku węgla. Pomiarów dokonywano w kilku miejscach na Ziemi, a głównym miejscem było nowo utworzone wysokogórskie obserwatorium na Mauna Loa. Kierował się przy tym przeświadczeniem, że skoro dwutlenek węgla jest dobrze wymieszany w atmosferze, to pomiary w jednym miejscu dadzą reprezentatywny wynik dla całego globu.
Mauna Loa jest aktywnym wulkanem. Dlatego by wyeliminować wpływ lokalnych zanieczyszczeń (m.in. kominów wulkanicznych) na otrzymywane wyniki pomiarów, odrzucano dane odbiegające od średniej, co było możliwe, gdyż dokonywano wielu pomiarów. Pomiary dwutlenku węgla w innych placówkach potwierdziły regularne wahania roczne oraz stały trend pokazywany na krzywej Keelinga, choć żadna z placówek nie ma tak długiej historii badań jak Mauna Loa.

## Wyniki pomiarów
Dane pokazują systematyczny wzrost stężenia dwutlenku węgla w atmosferze od około 315 cząsteczek na milion objętościowo (ppmv) w 1958 roku do około 425 ppmv w roku 2024.
Wykres Keelinga pokazuje także cykliczne zmiany o około 5 ppmv w ciągu każdego roku – związane ze zmianą aktywności roślinności (wykres zmienności stężenia CO2 w ostatnich kilku latach zamieszczono poniżej). Na półkuli północnej jest więcej lądów niż na półkuli południowej, dlatego jest tam też więcej roślinności (pomijając fitoplankton). Poziom dwutlenku węgla zaczyna zmniejszać się, gdy na półkuli północnej trwa wiosna. Rośliny wówczas intensywnie rosną, pobierając dwutlenek węgla z otoczenia i zużywając go w procesie fotosyntezy. Stężenie dwutlenku węgla wzrasta ponownie jesienią, kiedy na półkuli północnej kończy się okres wegetacyjny i zużywa się dużo opału do ogrzewania.
Dwutlenek węgla jest jednym z gazów cieplarnianych, dlatego krzywa Keelinga jest jednym z najczęściej przedrukowywanych wykresów przedstawianych w debacie na temat zmian klimatu.

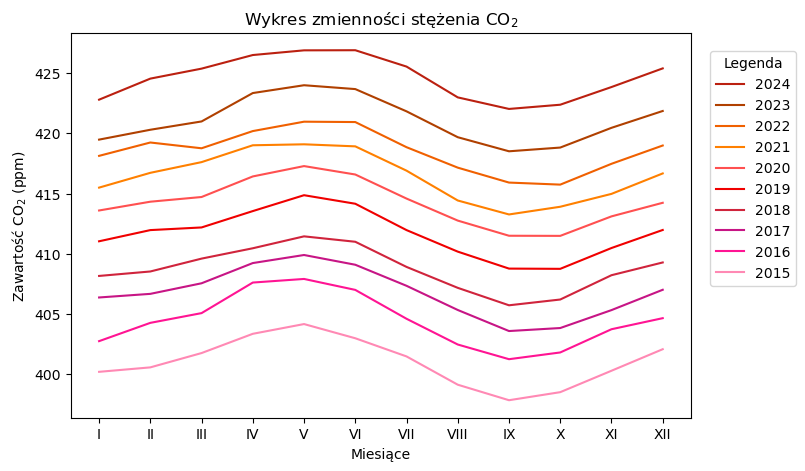
Wykres zmienności stężenia CO_{2} w ostatnich kilku latach